# Oficina de Inteligencia y Análisis (Departamento de Seguridad Nacional)

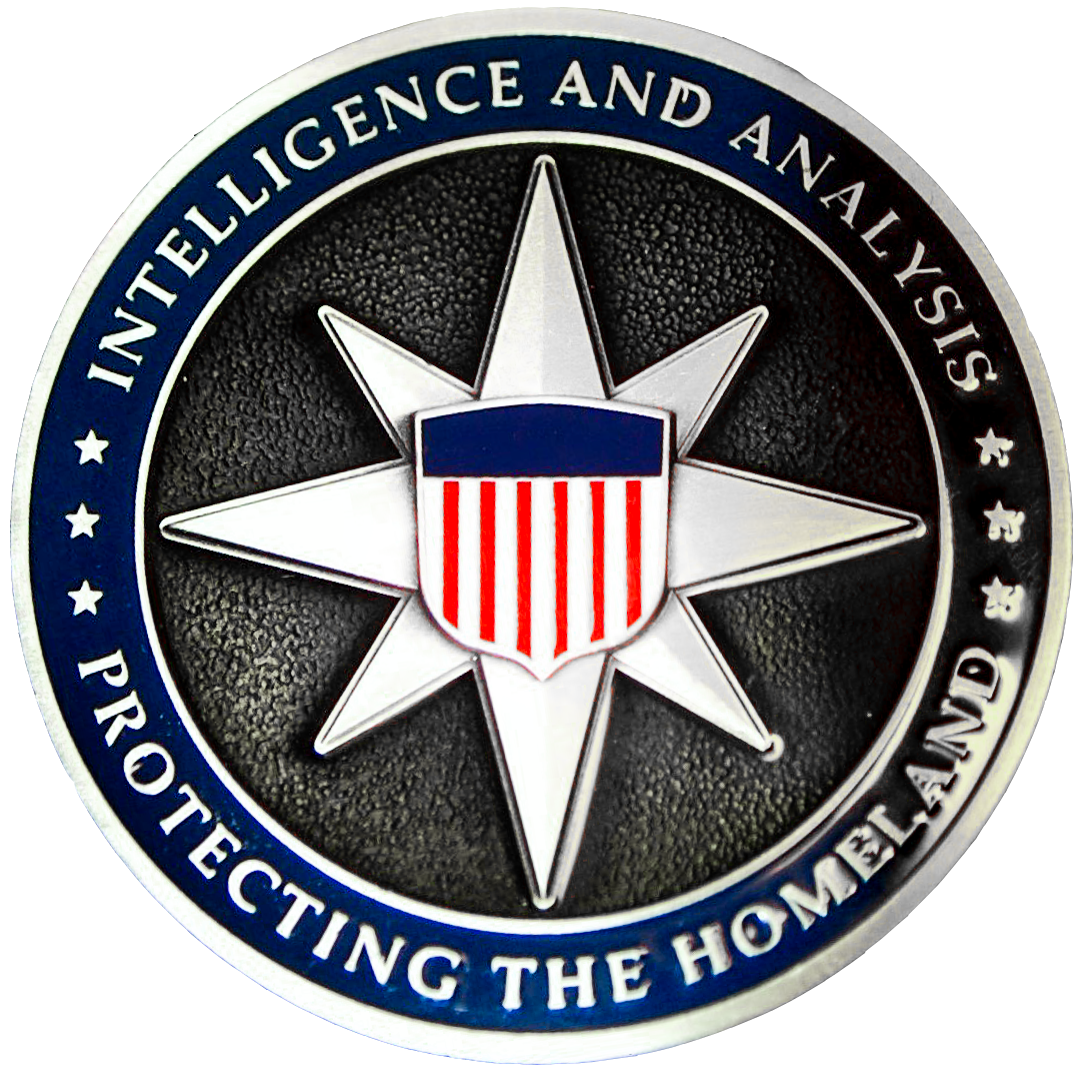
Logotipo de la Oficina de Inteligencia y Análisis.

La Oficina de Inteligencia y Análisis (oficialmente y en inglés, Office of Intelligence and Analysis) es una agencia del Departamento de Seguridad Nacional de los Estados Unidos encargada unir y cotejar la información recibida por parte de todas las agencias de inteligencia, contraespionaje y sobre las operaciones de campo pertinentes para poder difundir informes completos a la Comunidad de Inteligencia, a los socios estatales, locales y al sector privado apropiado.
La agencia es supervisada por el Subsecretario de Seguridad de Inteligencia y Análisis.
- Datos: Q5205060